# Ignacio Esnaola
Ignacio Esnaola est un coureur cycliste espagnol, originaire de Tolosa (Guipuscoa). Principalement actif durant les années 1940, il a remporté deux éditions de la Prueba Villafranca de Ordizia. Il est également devenu champion d'Espagne de cyclo-cross en 1950.

## Palmarès
- 1944
  - Prueba Villafranca de Ordizia
- 1945
  - Prueba Villafranca de Ordizia
- 1946
  - 2e de la Prueba Villafranca de Ordizia
- 1947
  - 3e de la Prueba Pentecostes[3]
- 1948[3]
  - Prueba Plasencia
  - Vuelta al Baztan
  - 2e étape du Circuito de Torrelavega
  - 3e du Circuito de Torrelavega
  - 3e de la Prueba Villafranca de Ordizia
- 1950
  - Champion d'Espagne de cyclo-cross
  - Subida a Barazar
  - Circuito San Antonio
  - Vuelta al Valle de Léniz